# Pérola do Samba
O Grêmio Recreativo Escola de Samba Pérola do Samba é uma escola de samba do Recife.
Foi fundada em 08 de abril de 2015, por Rafael Nunes, Renílson Nunes, Adilson Carranca, e Rodrigo Nunes.
Foi campeã do terceiro grupo em 2016, e do segundo grupo em 2017, chegando ao grupo especial já em 2018. Nos anos seguintes, tem obtido a terceira colocação. Em 2020, homenageou Fernanda Benvenutty, fundadora da Associação das Travestis da Paraíba, que morreu no início do mês, semanas antes do desfile.

## Segmentos

### Presidentes

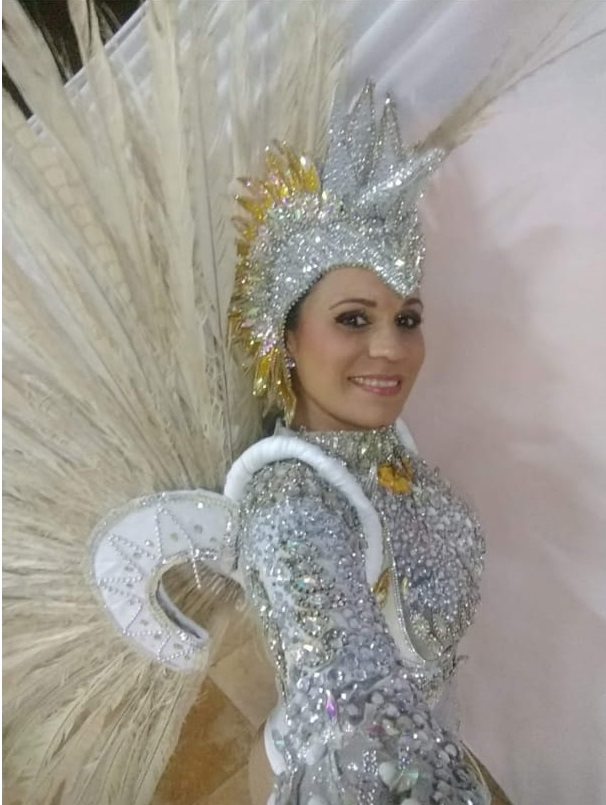
Vânia Falcão, rainha de bateria da Pérola do Samba.

| Período               | Presidente   | Ref.  |
| --------------------- | ------------ | ----- |
| Fundação - atualidade | Rafael Nunes | [ 1 ] |

### Diretores
| Ano       | Diretor de Carnaval | Diretor geral de harmonia | Mestre de bateria | Ref. |
| --------- | ------------------- | ------------------------- | ----------------- | ---- |
| 2016-2020 | Denílson "Capão"    | Eto                       | Tony              |      |

### Coreógrafo

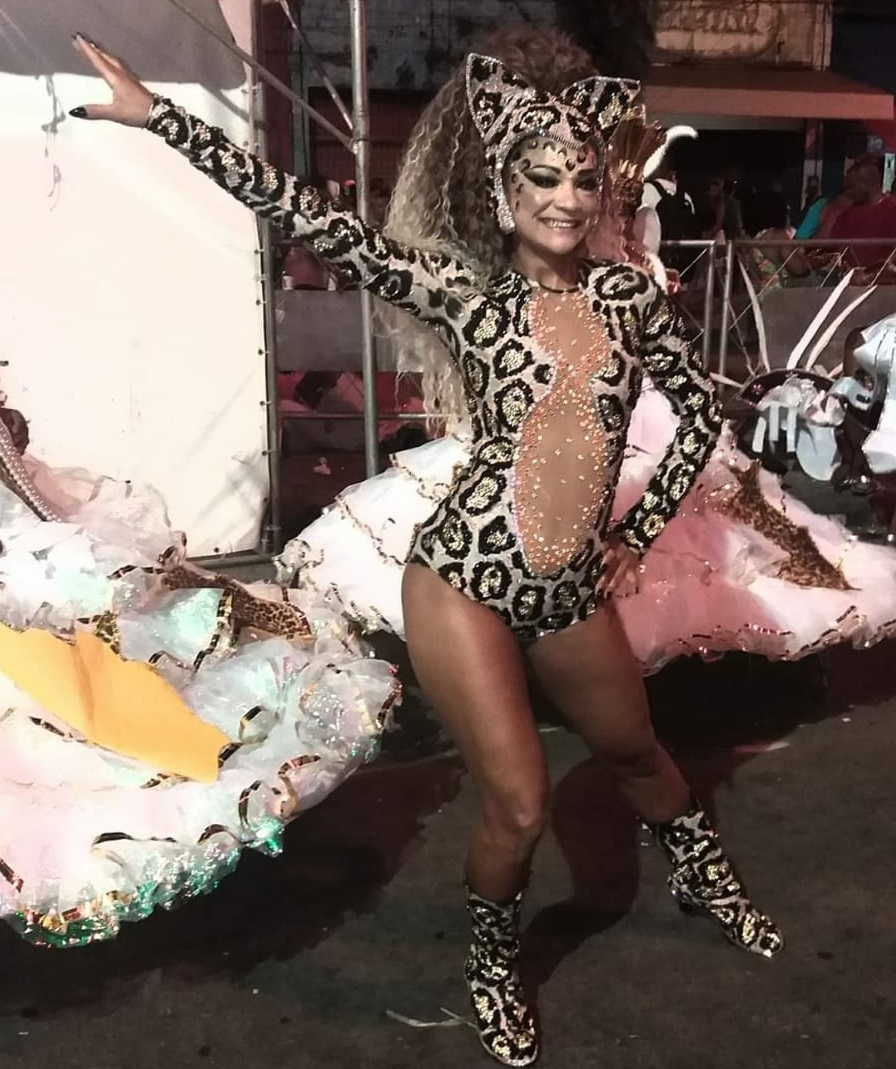
Jane Savoca, madrinha de bateria da Pérola do Samba, em 2020.

| Ano         | Nome         | Ref. |
| ----------- | ------------ | ---- |
| 2016 - 2020 | Alefe Aleixo |      |

### Casal de Mestre-sala e Porta-bandeira
| Ano         | Nome                      | Ref. |
| ----------- | ------------------------- | ---- |
| 2016 - 2020 | Clécio e Nadja de Andrade |      |

### Corte de bateria
| Período | Rainha       | Musa         | Madrinha    | Ref.  |
| ------- | ------------ | ------------ | ----------- | ----- |
| 2016    |              | Vânia Falcão |             |       |
| 2017    |              | Vânia Falcão |             |       |
| 2018    |              | Vânia Falcão |             |       |
| 2019    | Vânia Falcão |              | -           | [ 1 ] |
| 2020    | Vânia Falcão |              | Jane Savoca |       |

### Intérprete
| Período     | Nome               | Ref.  |
| ----------- | ------------------ | ----- |
| 2016-2018   | Rafa Magalhães     | [ 2 ] |
| 2019 - 2020 | Ânderson e Toninho |       |

## Carnavais
| Pérola do Samba | Pérola do Samba | Pérola do Samba               | Pérola do Samba | Pérola do Samba             | Pérola do Samba |
| Ano             | Colocação       | Grupo                         | Enredo | Carnavalesco                | Ref.            |
| --------------- | --------------- | ----------------------------- | --- | --------------------------- | --------------- |
| 2016            | Campeã          | Aspirantes (terceira divisão) | Vem brincar com a Pérola do Samba Compositor:Nininho do Pandeiro | Sérgio Souza e Renan Wesley | [ 3 ]           |
| 2017            | Campeã          | 1 (segunda divisão)           | Anavantu anarriê - a Pérola convida você a dançar forró Compositor:Nininho do Pandeiro                                                                               | Sérgio Souza e Renan Wesley | [ 4 ]           |
| 2018            | 3º lugar        | Especial (primeira divisão)   | Candomblé Compositor:Nininho do Pandeiro | Sérgio Souza e Renan Wesley | [ 5 ]           |
| 2019            | 3º lugar        | Especial (primeira divisão)   | Ei pessoal, vem moçada, a Pérola do Samba te convida para saudar o Galo da Madrugada Compositores:Nininho do Pandeiro, Mestre Gilmar, Tony da Bateria e Rafael Nunes | Sérgio Souza e Renan Wesley | [ 1 ] [ 6 ]     |
| 2020            | 3º lugar        | Especial (primeira divisão)   | A superação de uma paraibana, mulher macho sim senhor Compositor:Nininho do Pandeiro                                                                                 | Sérgio Souza e Renan Wesley | [ 7 ]           |